# 7127 Stifter
A 7127 Stifter (ideiglenes jelöléssel 1991 RD3) a Naprendszer kisbolygóövében található aszteroida. Freimut Börngen és Lutz D. Schmadel fedezte fel 1991. szeptember 9-én.